# Mignon (Alabama)
Mignon è un census-designated place (CDP) degli Stati Uniti d'America situato nella contea di Talladega dello stato dell'Alabama.